# Classica da Arrábida 2017
La 1re édition de la Classica da Arrábida a eu lieu le 5 mars 2017. Elle fait partie du calendrier UCI Europe Tour 2017 en catégorie 1.2. La course a été remportée par le Portugais Amaro Antunes (W52-FC Porto).

## Présentation

### Équipes
| Équipes continentales (12)- W52-FC Porto - Efapel - Sparebanken Sør - Louletano-Hospital de Loulé - Axeon-Hagens Berman - Sporting-Tavira - Burgos-BH - Bolivia - Lokosphinx - LA Alumínios-Metalusa-BlackJack - RP-Boavista - Rally Cycling |
| |

## Classements

### Classement final
La course a été remportée par le Portugais Amaro Antunes (W52-FC Porto).
| \| Classement général \| Classement général \| Classement général \| Classement général \| Classement général \| \| Coureur \| Coureur \| Pays \| Équipe \| Temps \| \| ------------------ \| ------------------------ \| ------------------ \| ------------------------------ \| ------------------ \| \| 1er \| Amaro Antunes \| Portugal \| W52-FC Porto \| 4 h 36 min 34 s \| \| 2e \| Sérgio Paulinho \| Portugal \| Efapel \| + 2 s \| \| 3e \| Andreas Vangstad \| Norvège \| Sparebanken Sør \| + 2 s \| \| 4e \| Vicente García de Mateos \| Espagne \| Louletano-Hospital de Loulé \| + 17 s \| \| 5e \| Eddie Dunbar \| Irlande \| Axeon-Hagens Berman \| + 21 s \| \| 6e \| Manuel Sola \| Espagne \| Caja Rural-Seguros RGA amateur \| + 26 s \| \| 7e \| Joni Brandão \| Portugal \| Sporting-Tavira \| + 31 s \| \| 8e \| Frederico Figueiredo \| Portugal \| Sporting-Tavira \| + 36 s \| \| 9e \| Igor Merino \| Espagne \| Burgos-BH \| + 38 s \| \| 10e \| Mario González Salas \| Espagne \| Sporting-Tavira \| + 41 s \| |                          |          |                                |                 |
| |                          |          |                                |                 |
| Sources : ProCyclingStats Cycling Quotient Cycling Archives |                          |          |                                |                 |
| Classement général |                          |          |                                |                 |
| Coureur | Coureur                  | Pays     | Équipe                         | Temps           |
| 1er | Amaro Antunes            | Portugal | W52-FC Porto                   | 4 h 36 min 34 s |
| 2e | Sérgio Paulinho          | Portugal | Efapel                         | + 2 s           |
| 3e | Andreas Vangstad         | Norvège  | Sparebanken Sør                | + 2 s           |
| 4e | Vicente García de Mateos | Espagne  | Louletano-Hospital de Loulé    | + 17 s          |
| 5e | Eddie Dunbar             | Irlande  | Axeon-Hagens Berman            | + 21 s          |
| 6e | Manuel Sola              | Espagne  | Caja Rural-Seguros RGA amateur | + 26 s          |
| 7e | Joni Brandão             | Portugal | Sporting-Tavira                | + 31 s          |
| 8e | Frederico Figueiredo     | Portugal | Sporting-Tavira                | + 36 s          |
| 9e | Igor Merino              | Espagne  | Burgos-BH                      | + 38 s          |
| 10e | Mario González Salas     | Espagne  | Sporting-Tavira                | + 41 s          |